# Le Mars
Le Mars és una població dels Estats Units a l'estat d'Iowa. Segons el cens del 2000 tenia 9.237 habitants.

## Demografia
Segons el cens del 2000, Le Mars tenia 9.237 habitants, 3.640 habitatges, i 2.453 famílies. La densitat de població era de 523,7 habitants/km².
Dels 3.640 habitatges en un 34,2% hi vivien nens de menys de 18 anys, en un 56% hi vivien parelles casades, en un 8,4% dones solteres, i en un 32,6% no eren unitats familiars. En el 28,7% dels habitatges hi vivien persones soles el 13,7% de les quals corresponia a persones de 65 anys o més que vivien soles. El nombre mitjà de persones vivint en cada habitatge era de 2,46 i el nombre mitjà de persones que vivien en cada família era de 3,05.
Per edats la població es repartia de la següent manera: un 27,2% tenia menys de 18 anys, un 8,3% entre 18 i 24, un 27,6% entre 25 i 44, un 20,3% de 45 a 60 i un 16,6% 65 anys o més.
L'edat mediana era de 37 anys. Per cada 100 dones de 18 o més anys hi havia 87,8 homes.
La renda mediana per habitatge era de 38.892 $ i la renda mediana per família de 47.409 $. Els homes tenien una renda mediana de 35.936 $ mentre que les dones 21.757 $. La renda per capita de la població era de 19.598 $. Entorn del 4,5% de les famílies i el 6,2% de la població estaven per davall del llindar de pobresa.

## Poblacions més properes
El següent diagrama mostra les poblacions més properes.